# Here I Go
《Here I Go》是平克·弗洛伊德的创团成员西德·巴雷特的歌曲，在他第一张个人专辑《The Madcap Laughs》曲目。

## 人员
- 西德·巴雷特 – 人声、原聲吉他和电吉他

- Jerry Shirley – 鼓
- Willie Wilson – 贝斯
- David Gilmour – 贝斯